# 材料导报
《材料导报》创刊于1987年，是中国大陆工程科技类半月刊，编辑部位于重庆市。此刊物由重庆西南信息有限公司主办。
《材料导报》在2018年被中华人民共和国国家新闻出版广电总局新闻报刊司评为2017年全国“百强报刊”。